# Маттсон, Юханна
Малин Юханна Матссон (швед. Malin Johanna Mattsson; род. 2 мая 1988 года) — шведская спортсменка, борец вольного стиля, выступающая в весовой категории до 60 кг. Бронзовый призёр чемпионата мира 2010 и 2017 годов. Чемпионка Европы 2009 и 2014 годов. Живет в Хельсингборге, где работает тренером. Её сестра София — бронзовый призёр Олимпийских игр 2016 по борьбе.
Участница Олимпийских игр 2016 года, где она заняла 14-е место в категории до 58 кг.
На чемпионате мира 2021 года, который состоялся в норвежской столице в городе Осло, шведская спортсменка завоевала бронзовую медаль. В четвертьфинале уступила спортсменке из Молдавии Ирине Рынгач и через утешительные поединки добралась до подиума.